# Midland (Michigan)
Midland é uma cidade localizada no estado americano de Michigan, no Condado de Bay e Condado de Midland.

## Demografia
Segundo o censo americano de 2000, a sua população era de 41.685 habitantes.
Em 2006, foi estimada uma população de 41.551, um decréscimo de 134 (-0.3%).

## Geografia
De acordo com o United States Census Bureau tem uma área de
90,5 km², dos quais 86,0 km² cobertos por terra e 4,5 km² cobertos por água.

## Localidades na vizinhança
O diagrama seguinte representa as localidades num raio de 28 km ao redor de Midland.